# Directorate of Military Intelligence (UK)
Directorate of Military Intelligence (DMI) (dansk Direktoratet for Militær Efterretning) var en afdeling af det britiske War Office.
I løbet af sin levetid gennemgik direktoratet en række organisatoriske ændringer, der optog og afskaffede sektioner over tid.
War Office blev til Ministry of Defence i 1964 og DMI blev til Defence Intelligence.

## MIX Military Intelligence, department number x
- MIR Military Intelligence Research senere MD1
- MI1 senere indlejret i Government Code and Cypher School
- MI2 senere indlejret i MI3
- MI3 senere indlejret i MI6
- MI4 nedlagt
- MI5 absorberet i Security Service
- MI6 absorberet i Secret Intelligence Service
- MI7 nedlagt
- MI8 nedlagt
- MI9 nedlagt
- MI10 senere indlejret i MI16
- MI11 nedlagt
- MI12 nedlagt
- MI13 ikke anvendt
- MI14 nedlagt
- MI15 nedlagt
- MI16 Scientific Intelligence, nedlagt
- MI17 nedlagt
- MI18 ikke anvendt
- MI19 nedlagt